# Botanischer Garten Krefeld

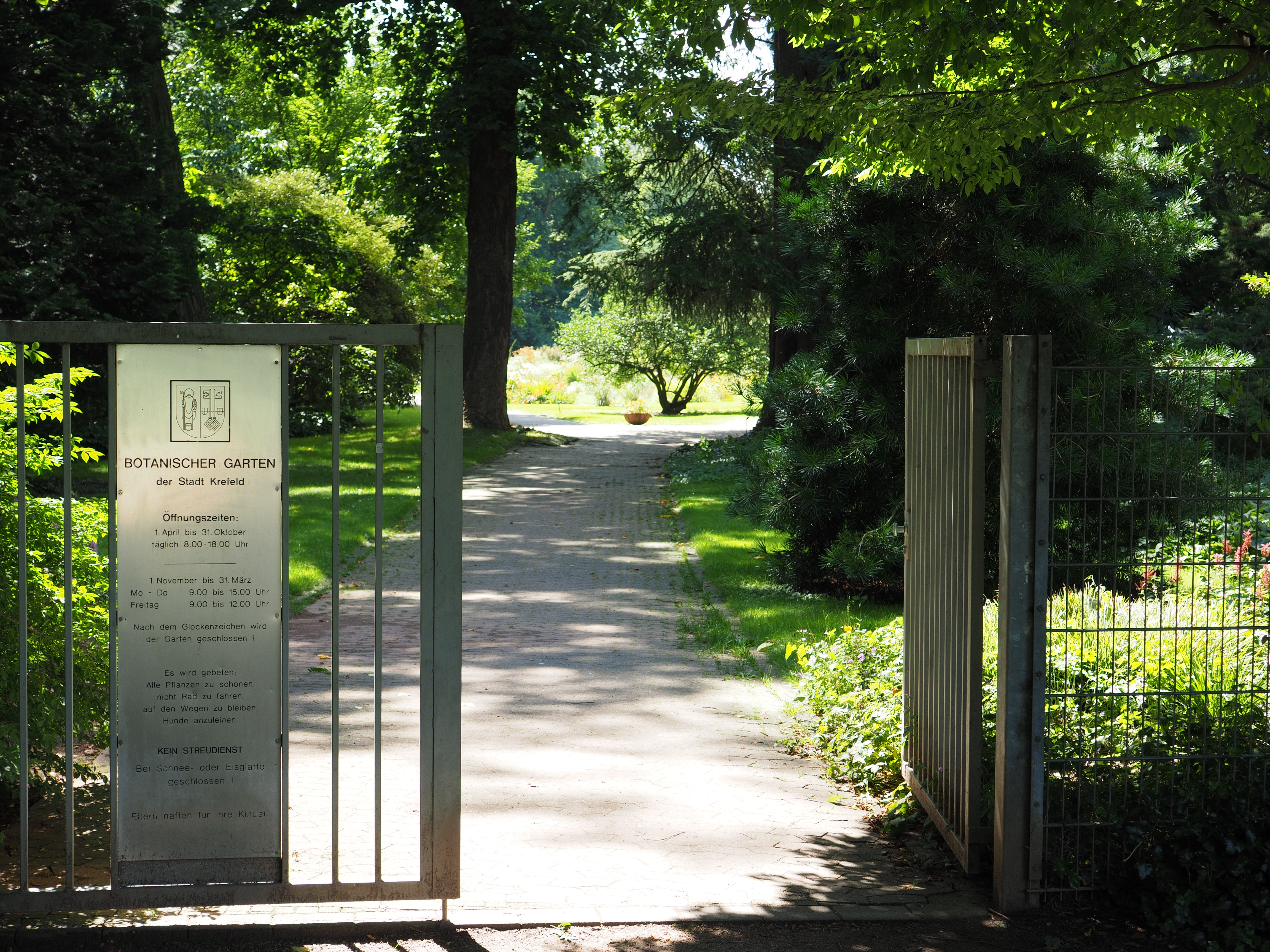
Botanischer Garten (Eingang)

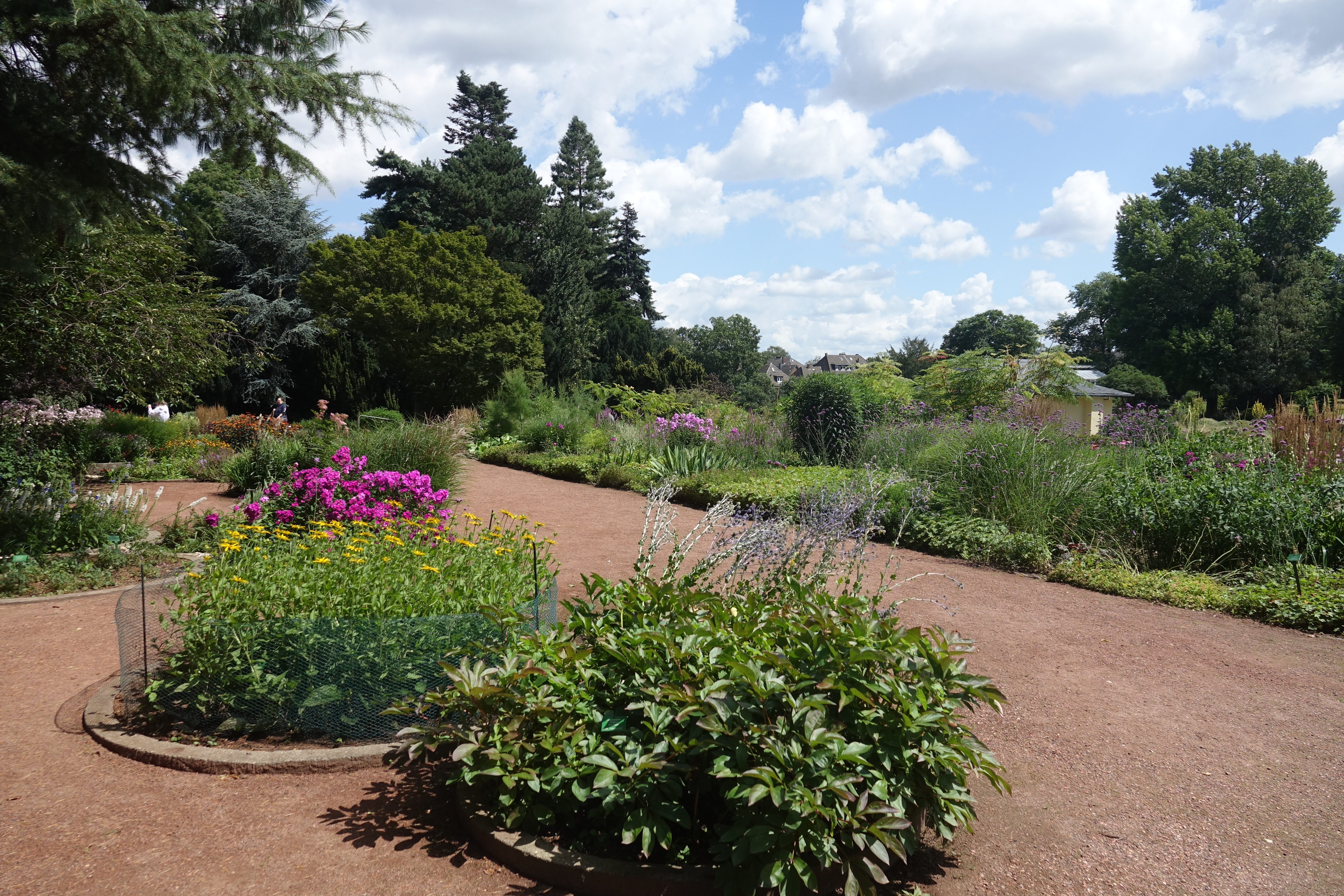
Botanischer Garten (Eingangsbereich)

Der Botanische Garten Krefeld liegt am Rand des Schönwasserparks im Krefelder Stadtteil Oppum. Bereits 1928 entwickelte sich der Botanische Garten aus einem kleinen Schulgarten heraus. Auf einer Fläche von 3,6 Hektar wachsen hier rund 5000 Pflanzenarten in wissenschaftlichen Abteilungen und Themengärten (Stand: 2008). Der Eintritt ist in der Regel kostenlos.

## Bereiche
Neben heimischer Flora findet der Besucher unter anderem seltene Kakteen, fleischfressende Pflanzen, Orchideen, Arzneikräuter, Sumpf- und Wasserpflanzen. Es gibt auch einen Rosengarten, ein Alpinum und einen Bauerngarten.

### Kakteen
Die Kakteen sind in einem großen Gewächshaus untergebracht, welches von Mai bis Oktober an jedem ersten Sonntag im Monat für die Öffentlichkeit zugänglich ist. An diesen Tagen stehen die Mitglieder der Krefelder Kakteenfreunde, welche die Mehrzahl der Pflanzen aus eigenen Beständen zur Verfügung gestellt haben, den Besuchern für Fragen rund um die Kakteen und Sukkulenten zur Verfügung.

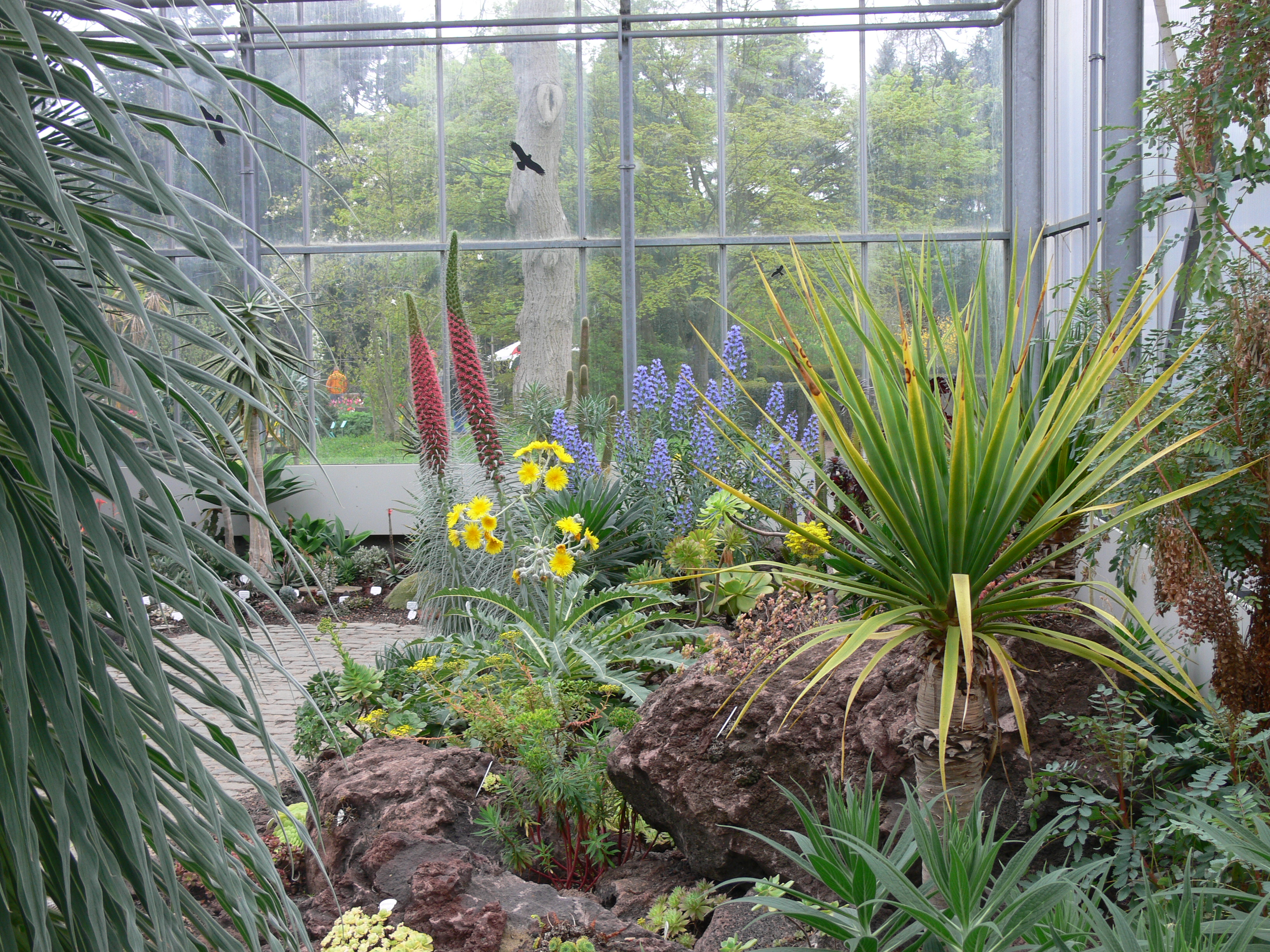
Botanischer Garten, Gewächshaus für Sukkulente und Pflanzen der Kanarischen Inseln.
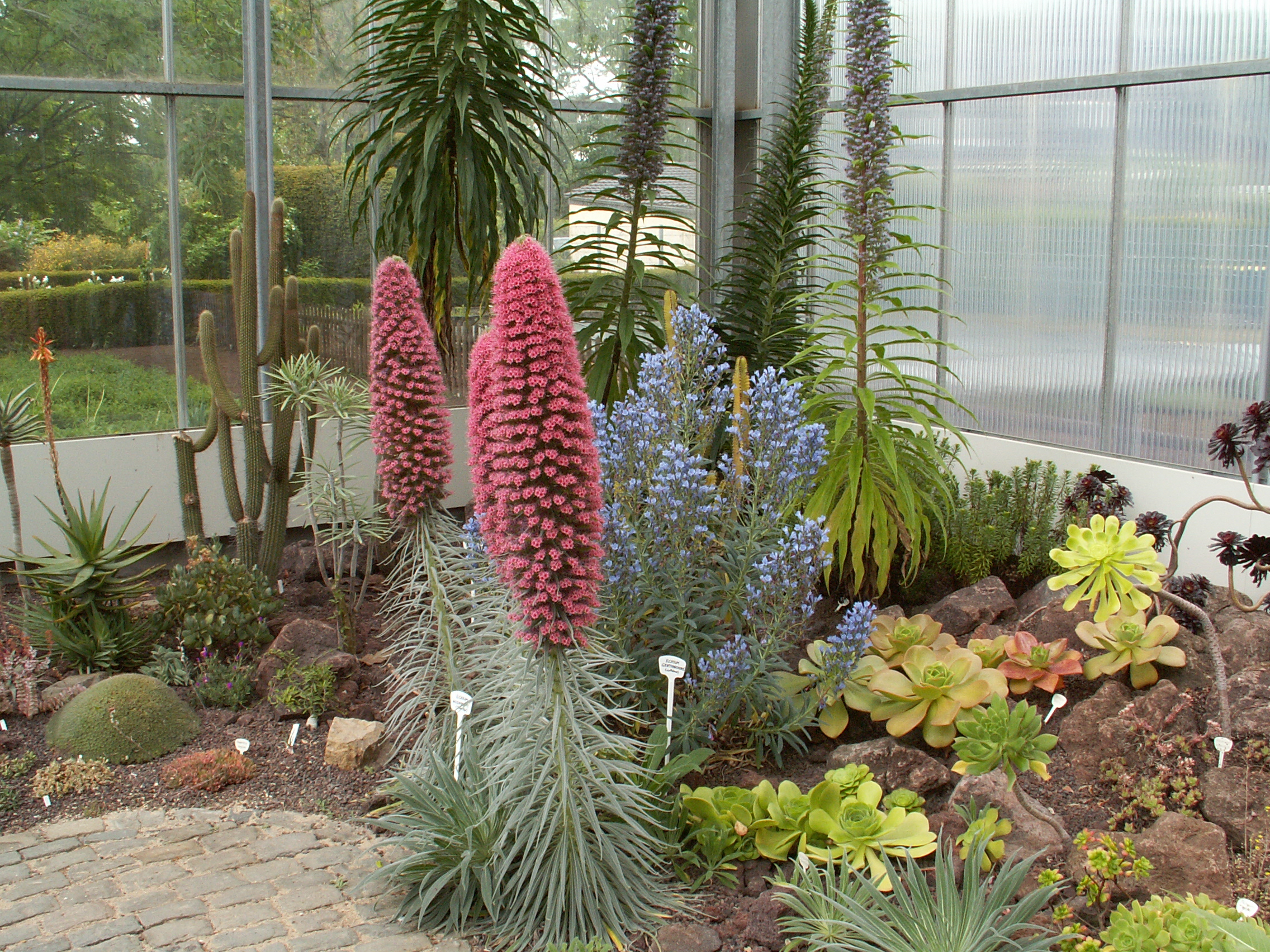
Botanischer Garten, Gewächshaus für Sukkulente und Pflanzen der Kanarischen Inseln.
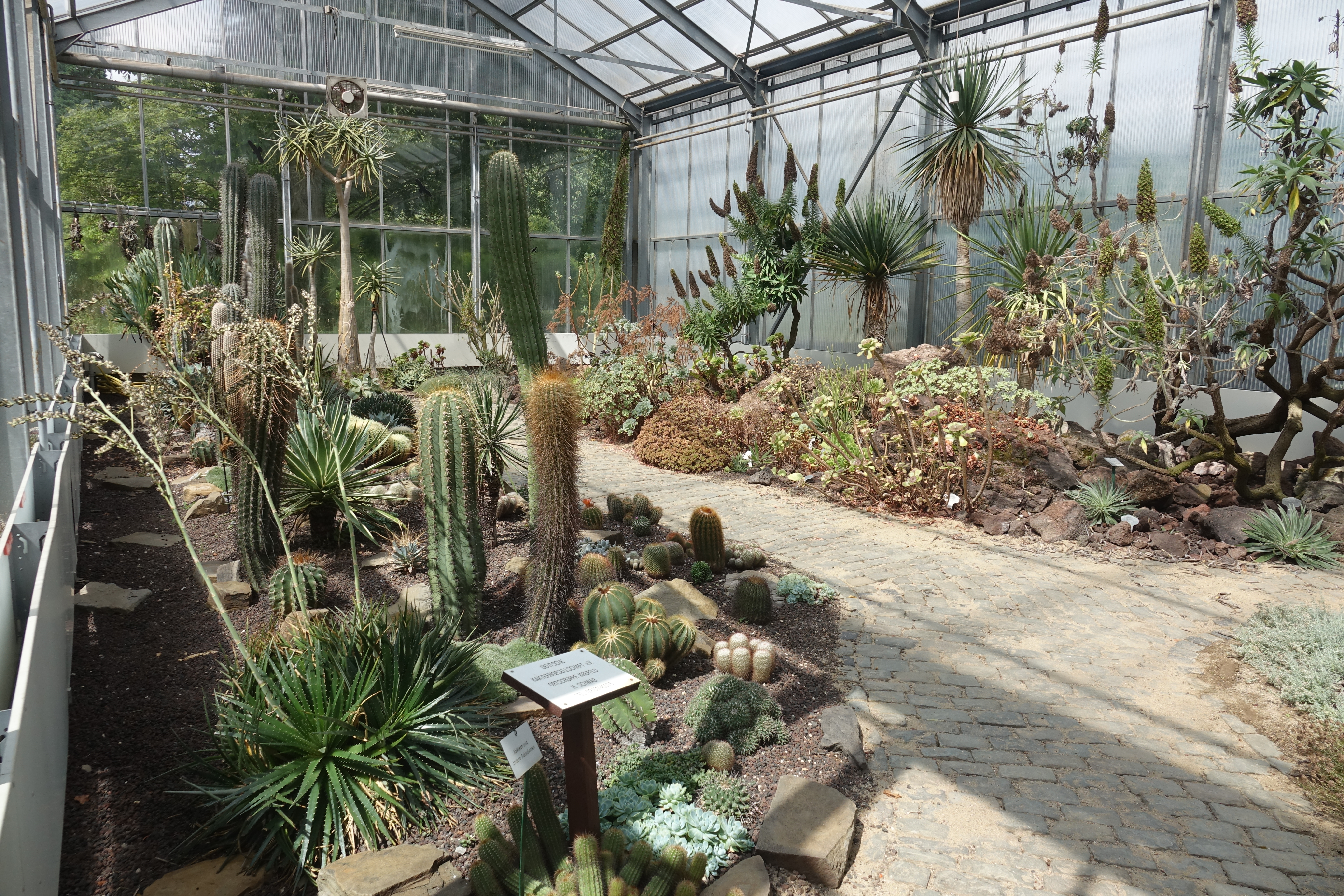
Botanischer Garten, Blick ins Gewächshaus
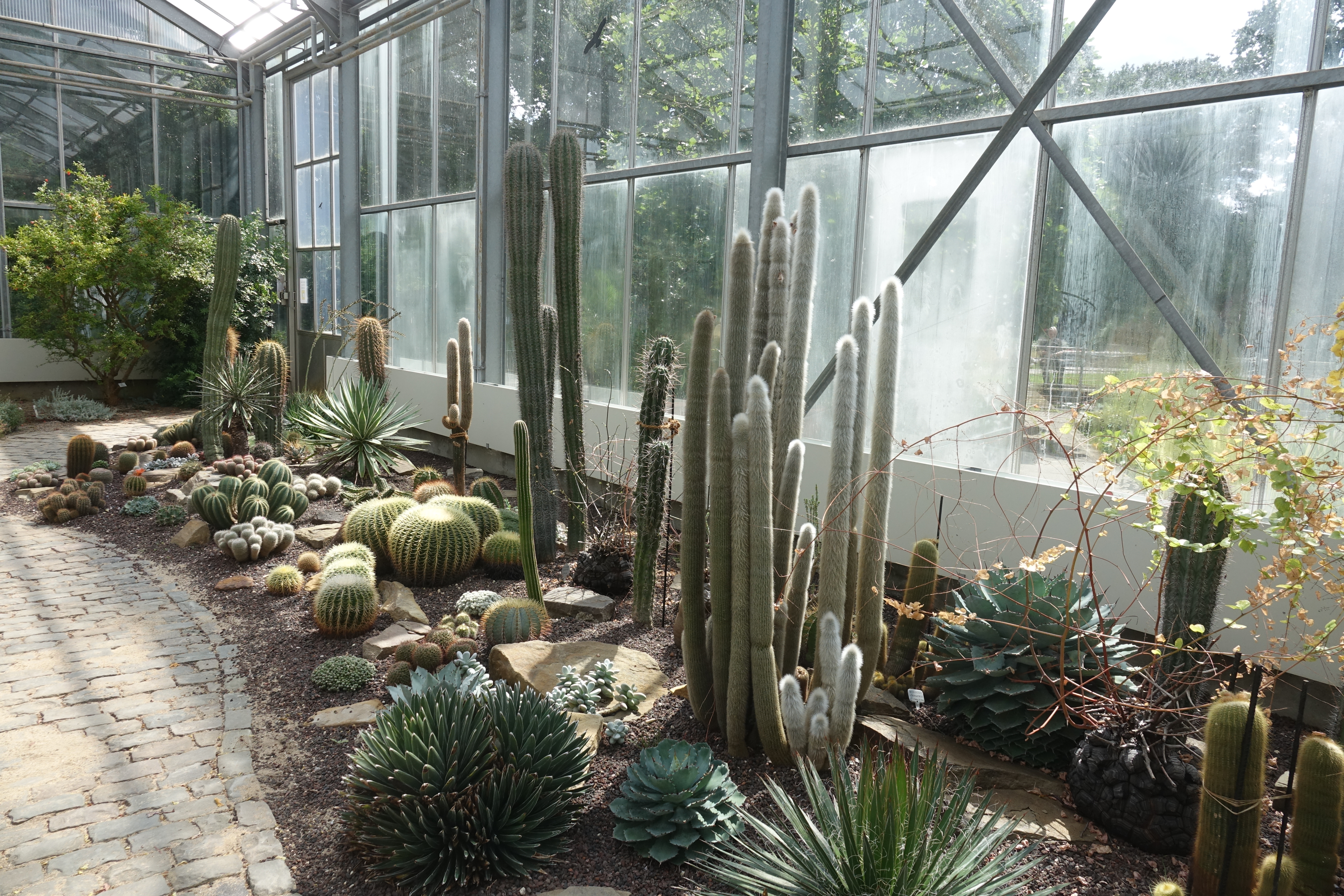
Botanischer Garten, Blick ins Gewächshaus
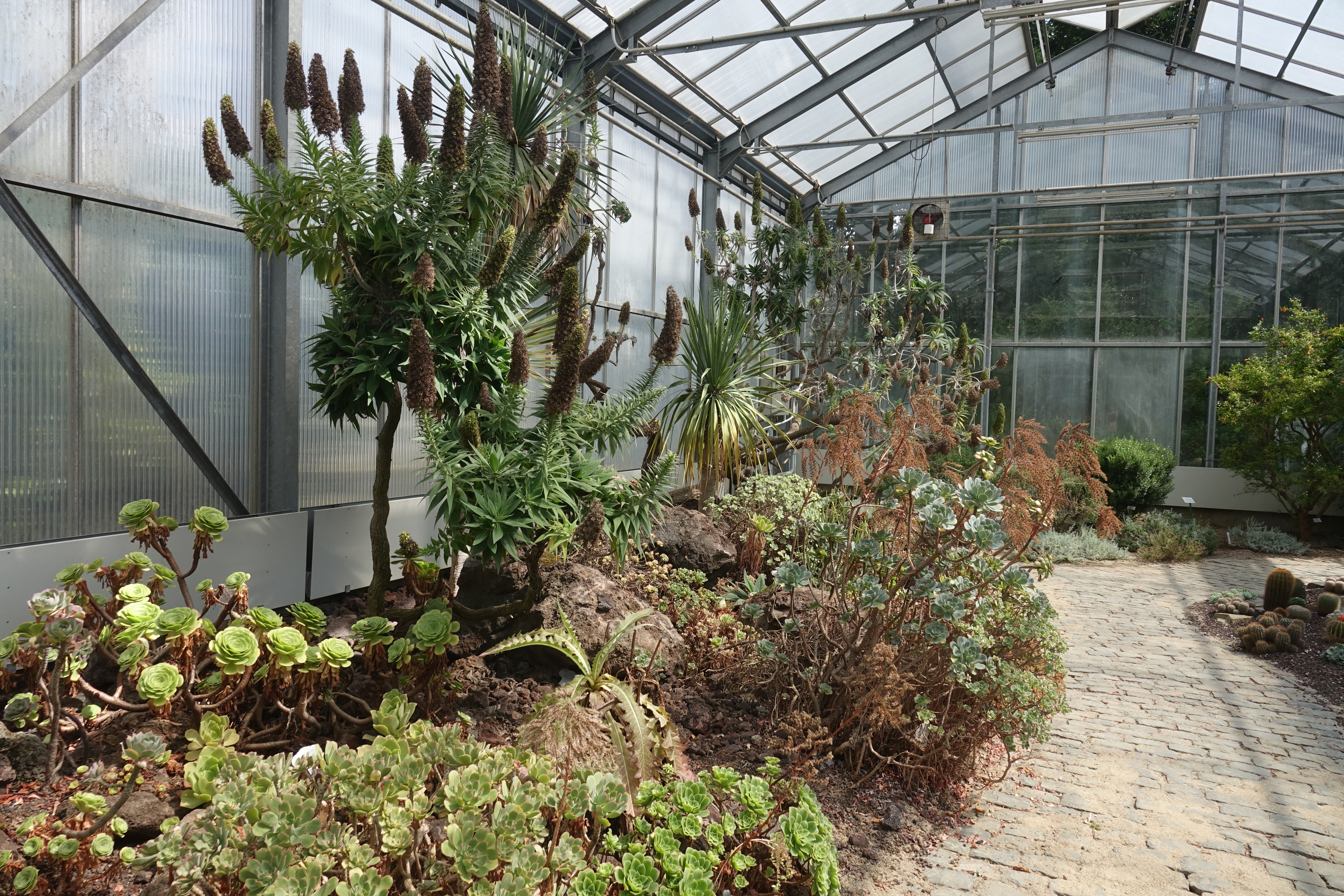
Botanischer Garten, Blick ins Gewächshaus
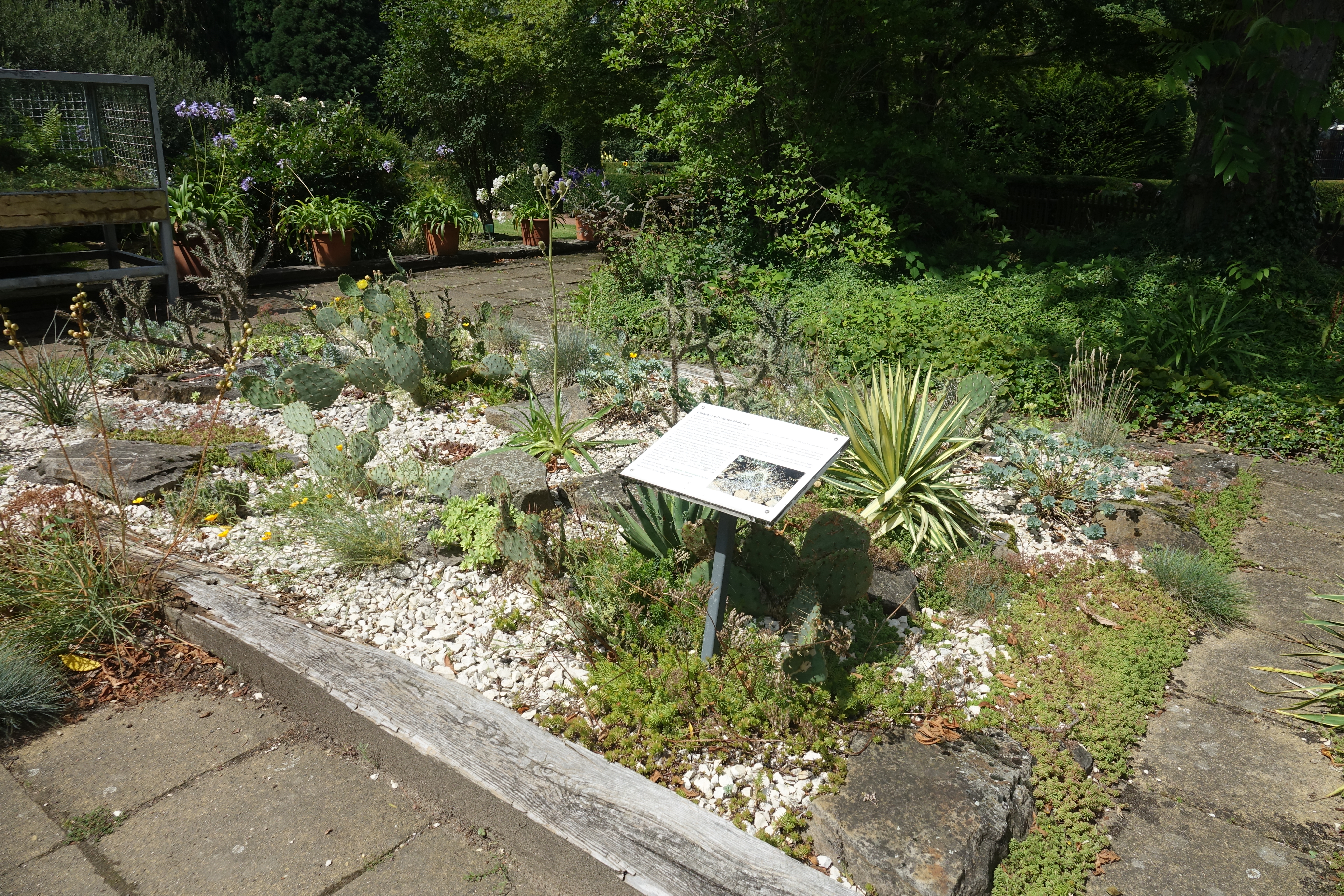
Botanischer Garten, Winterharte Sukkulenten

### Niederrheinischer Bauerngarten
Dieser Gartenbereich wird als Schulgarten bewirtschaftet. Allwöchentlich kommen Schulklassen und Arbeitsgemeinschaften der nahegelegenen Hauptschule Schmiedestraße und bearbeiten die Beete.

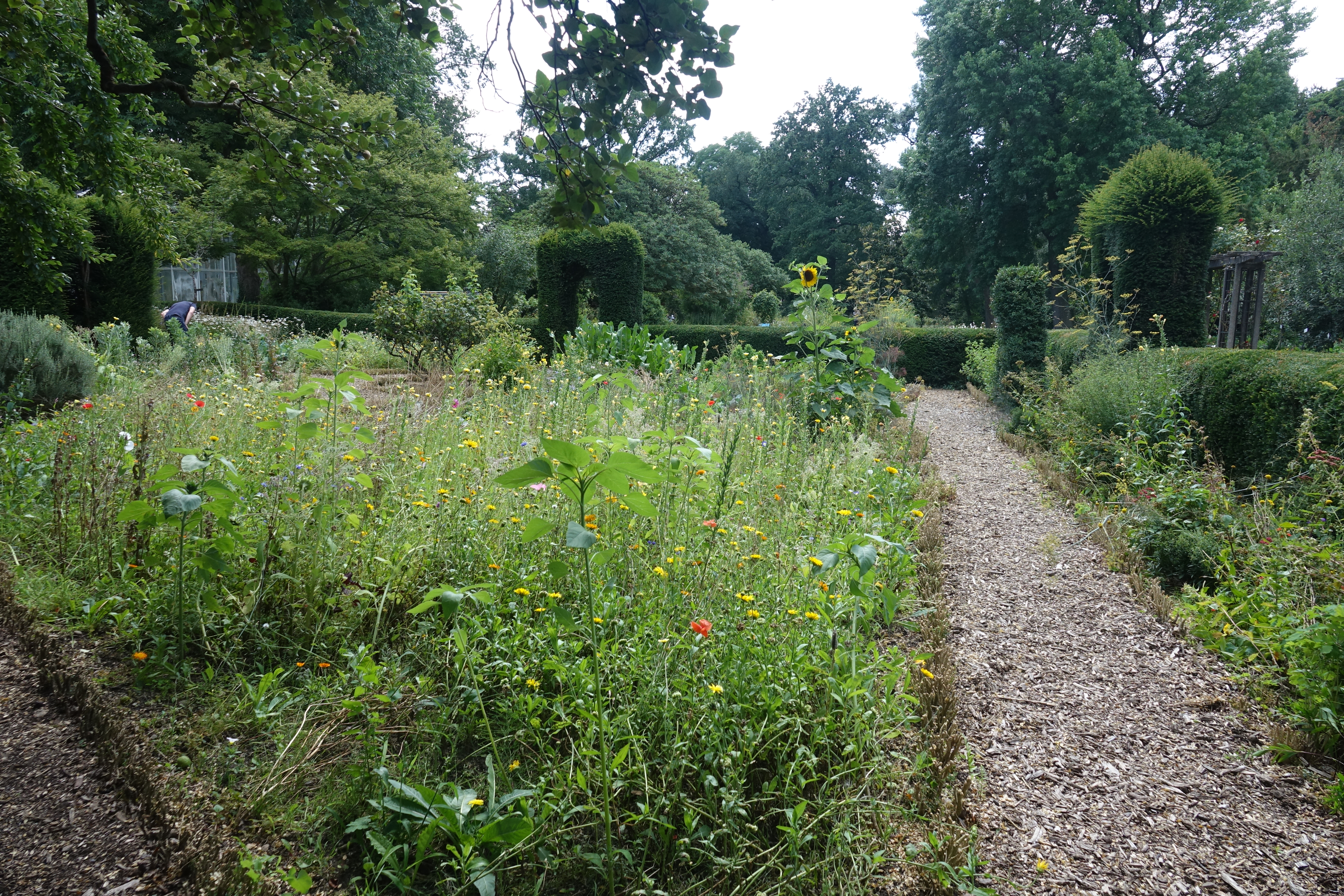
Botanischer Garten, Blick auf den Niederrheinischen Bauerngarten
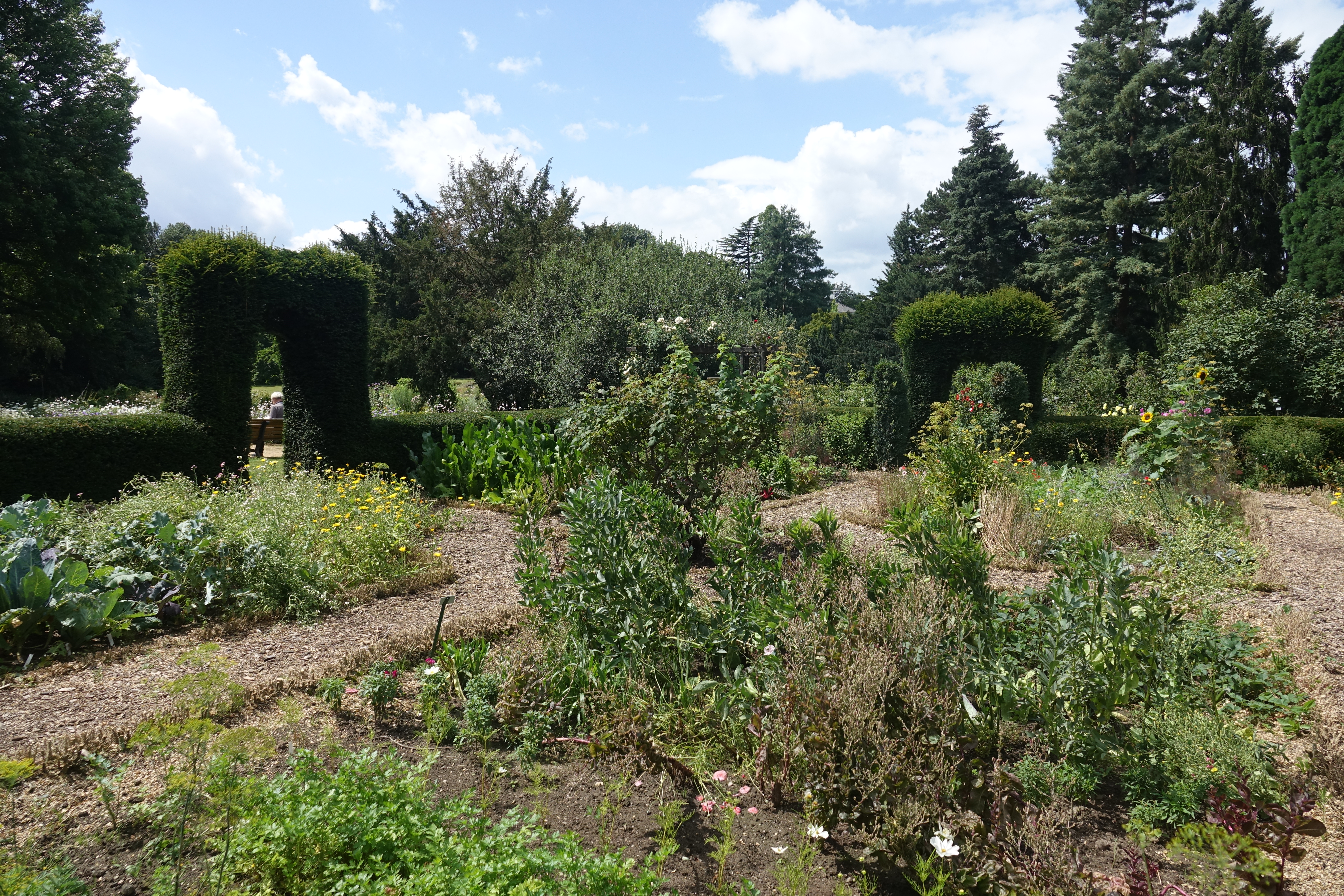
Botanischer Garten, Blick auf den Niederrheinischen Bauerngarten
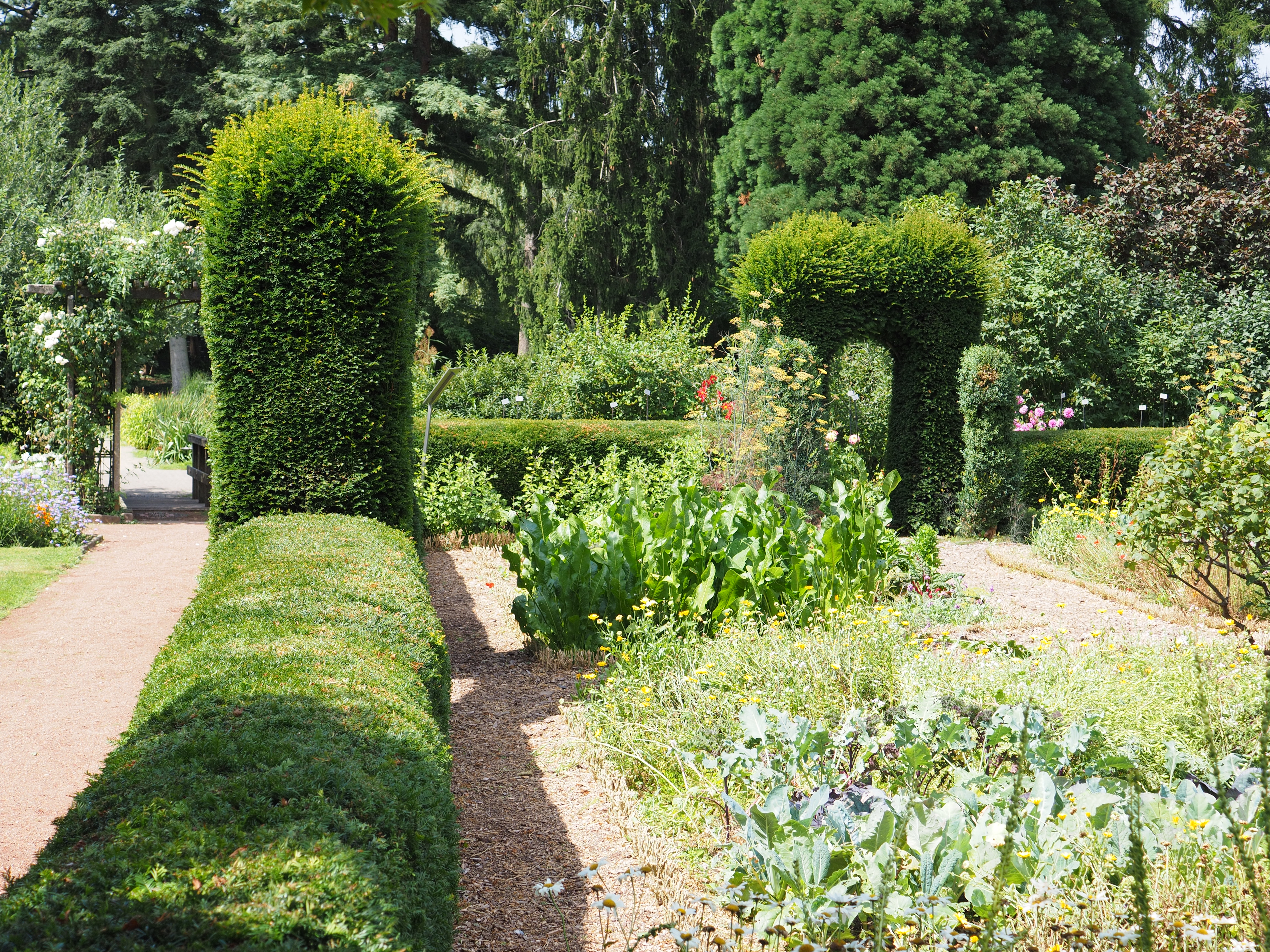
Botanischer Garten, Blick auf den Niederrheinischen Bauerngarten

### Apothekergarten
Ziel dieses Bereiches ist es, den Besuchern das Thema „Phytotherapie – vernünftige Pflanzenheilkunde“ näherzubringen und eine Auswahl an Heilpflanzen zu zeigen, die in Tees und Fertigpräparaten enthalten sind. Rund 100 Pflanzen, geordnet nach ihren Anwendungsgebieten, sind in diesem Themengarten angepflanzt. Schilder geben Auskunft über Namen, Herkunft und Inhaltsstoffe jeder Pflanzenart. Hinweistafeln informieren über die Geschichte der Pflanzenheilkunde und die Bedeutung der richtigen Dosierung für die Heilwirkung. Ergänzend dazu wird eine Auswahl an Giftpflanzen vorgestellt.

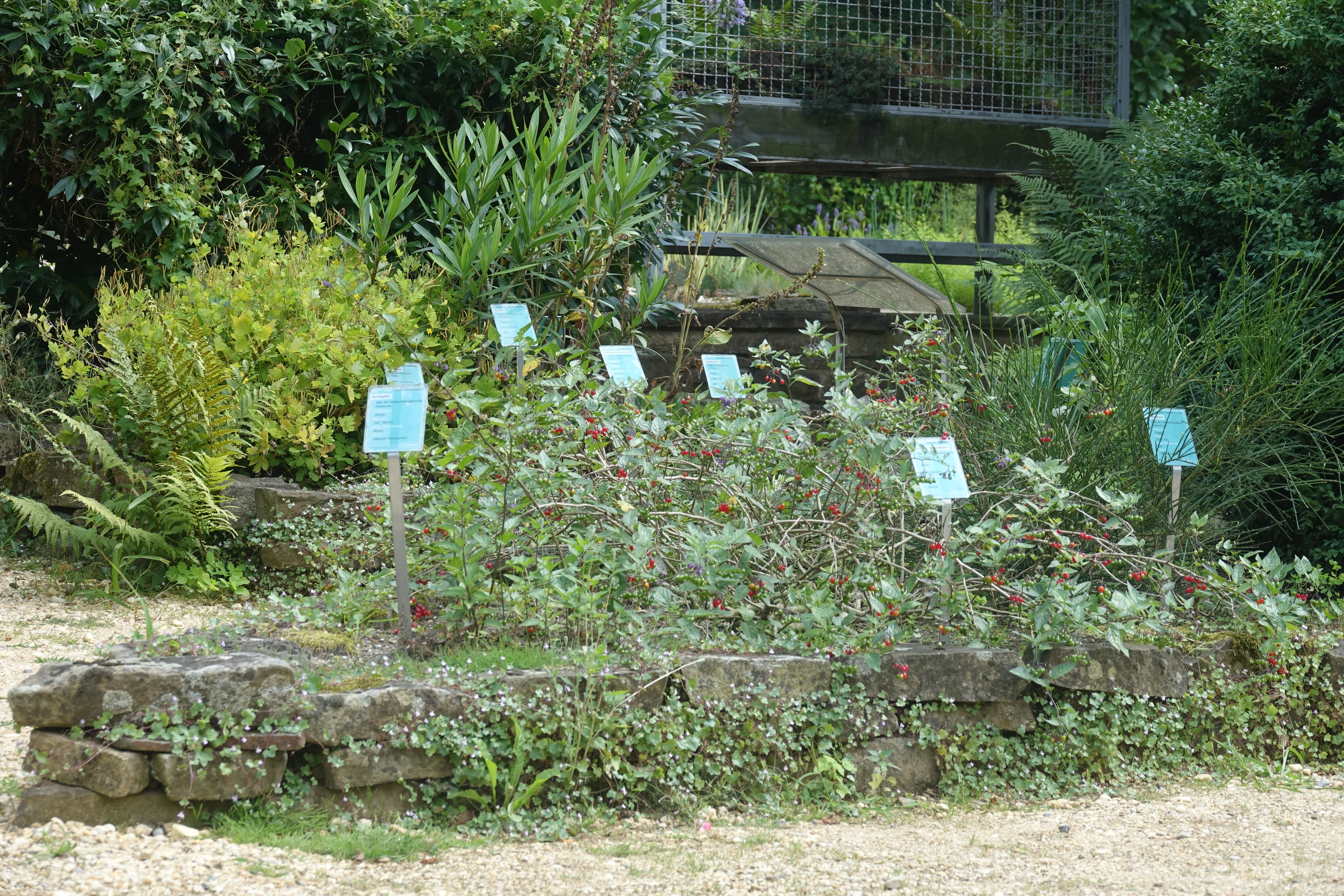
Botanischer Garten, Blick auf den Apothekergarten
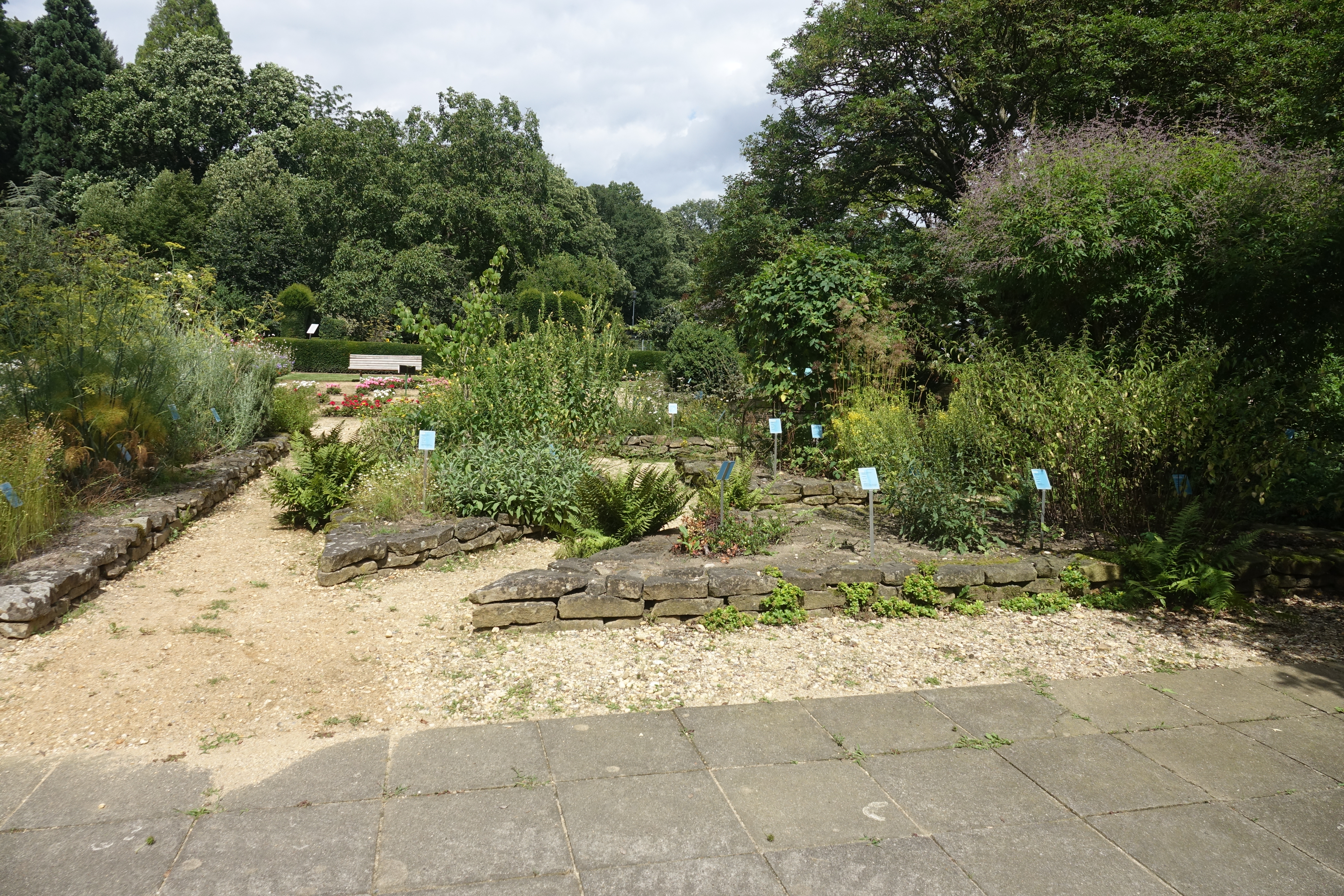
Botanischer Garten, Blick auf den Apothekergarten
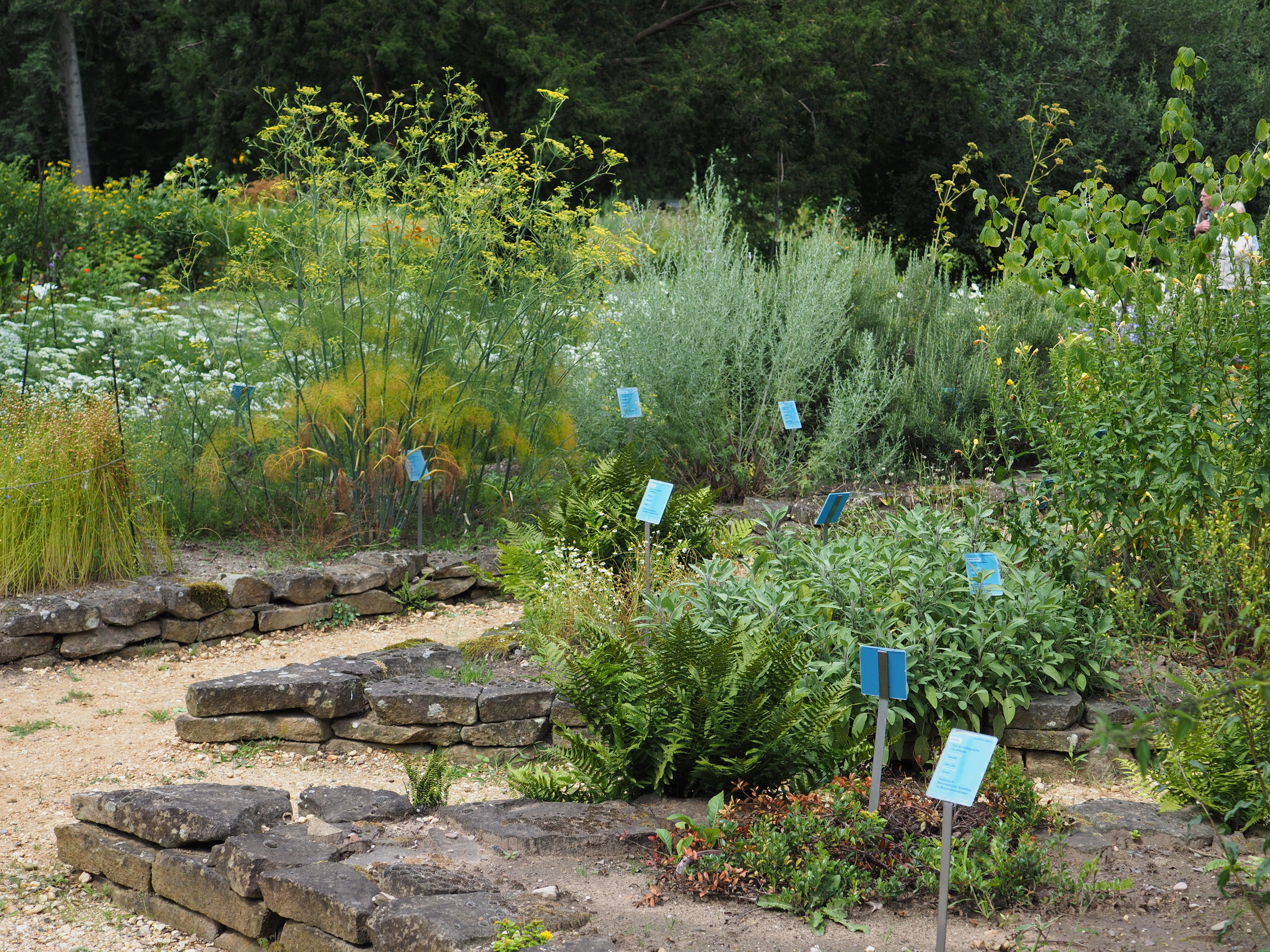
Botanischer Garten, Blick auf den Apothekergarten

### Rosengarten
Hier gibt es rund 3000 Kletter-, Strauch-, Beet- und Edelrosen. Eine kleine Holzbrücke führt zum Rhododendronbereich.

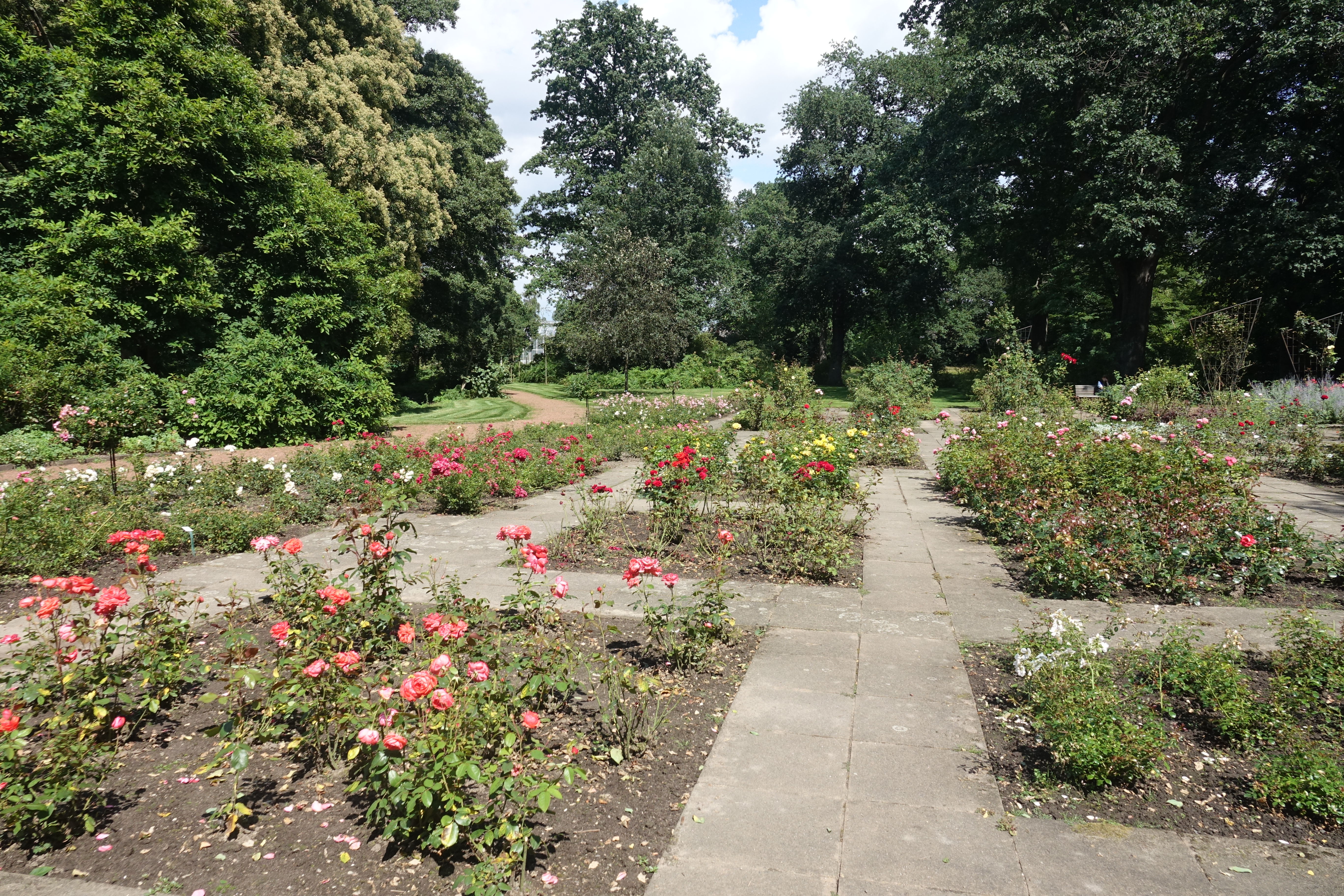
Botanischer Garten, Blick auf den Rosengarten
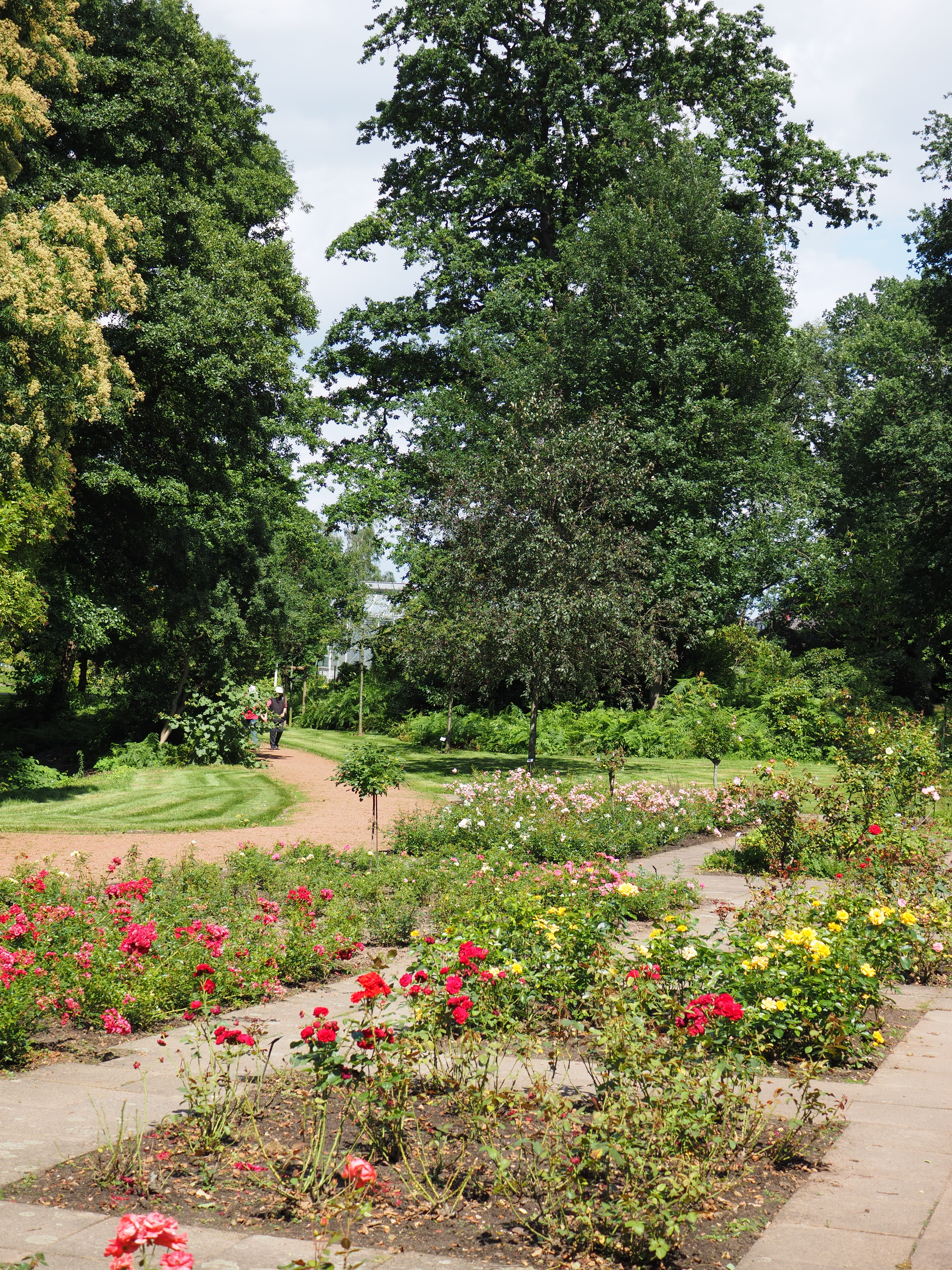
Botanischer Garten, Blick auf den Rosengarten

## Veranstaltungen

### Art of Eden
Jährlich findet am ersten Samstag und Sonntag im Mai die Kunst- und Designausstellung Art of Eden statt. Diese Veranstaltung, die auch in Darmstadt durchgeführt wird, soll ein Forum für Kunst und Design in der Natur bieten. Dabei sind die in- und ausländischen Designer und Künstler persönlich anwesend und stehen für Fragen und Diskussionen zur Verfügung. Die in die weitläufige Landschaft des botanischen Gartens integrierten Exponate werden auch zum Verkauf angeboten.

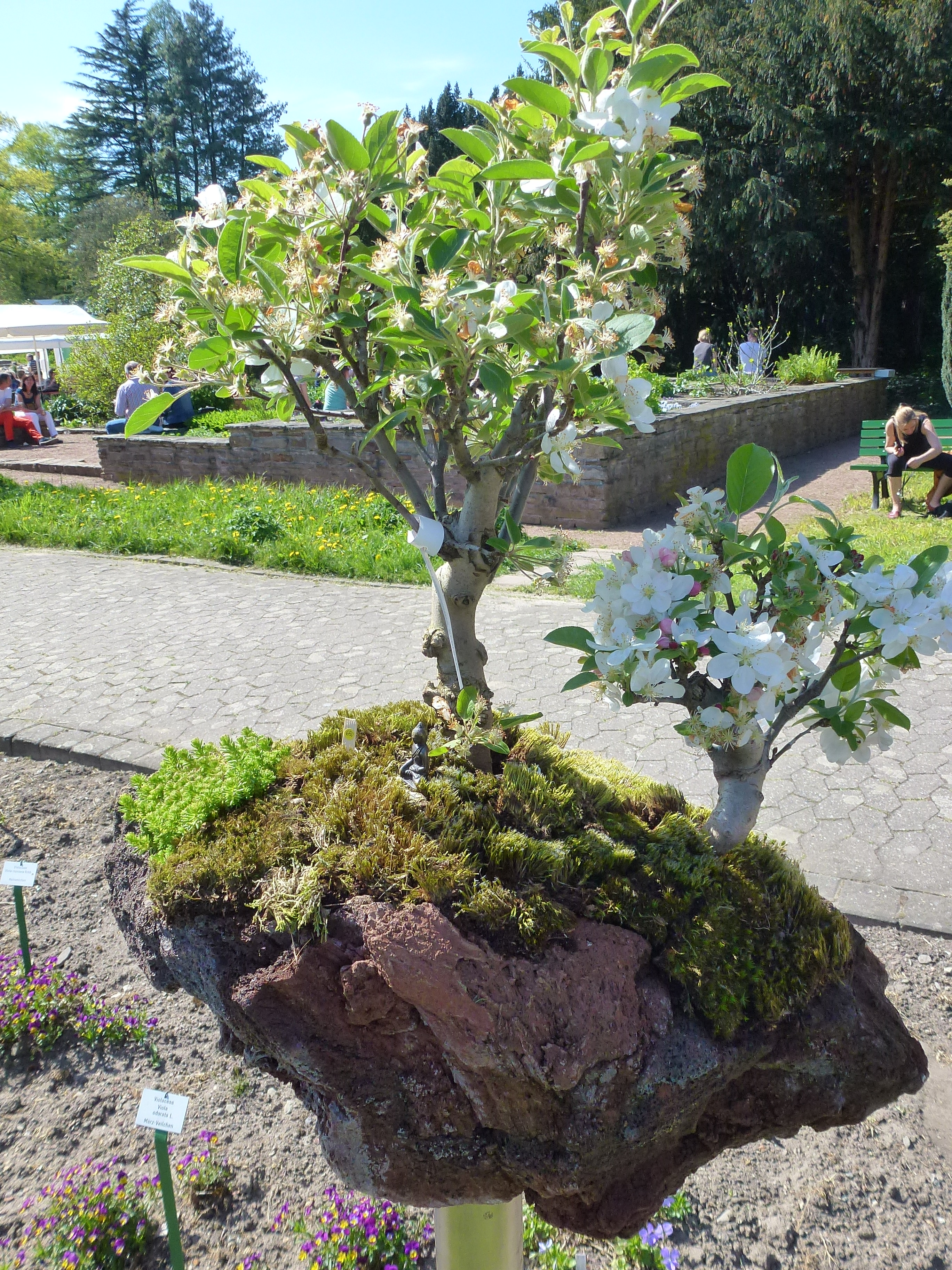
Bonsaiskulptur auf Lavastein
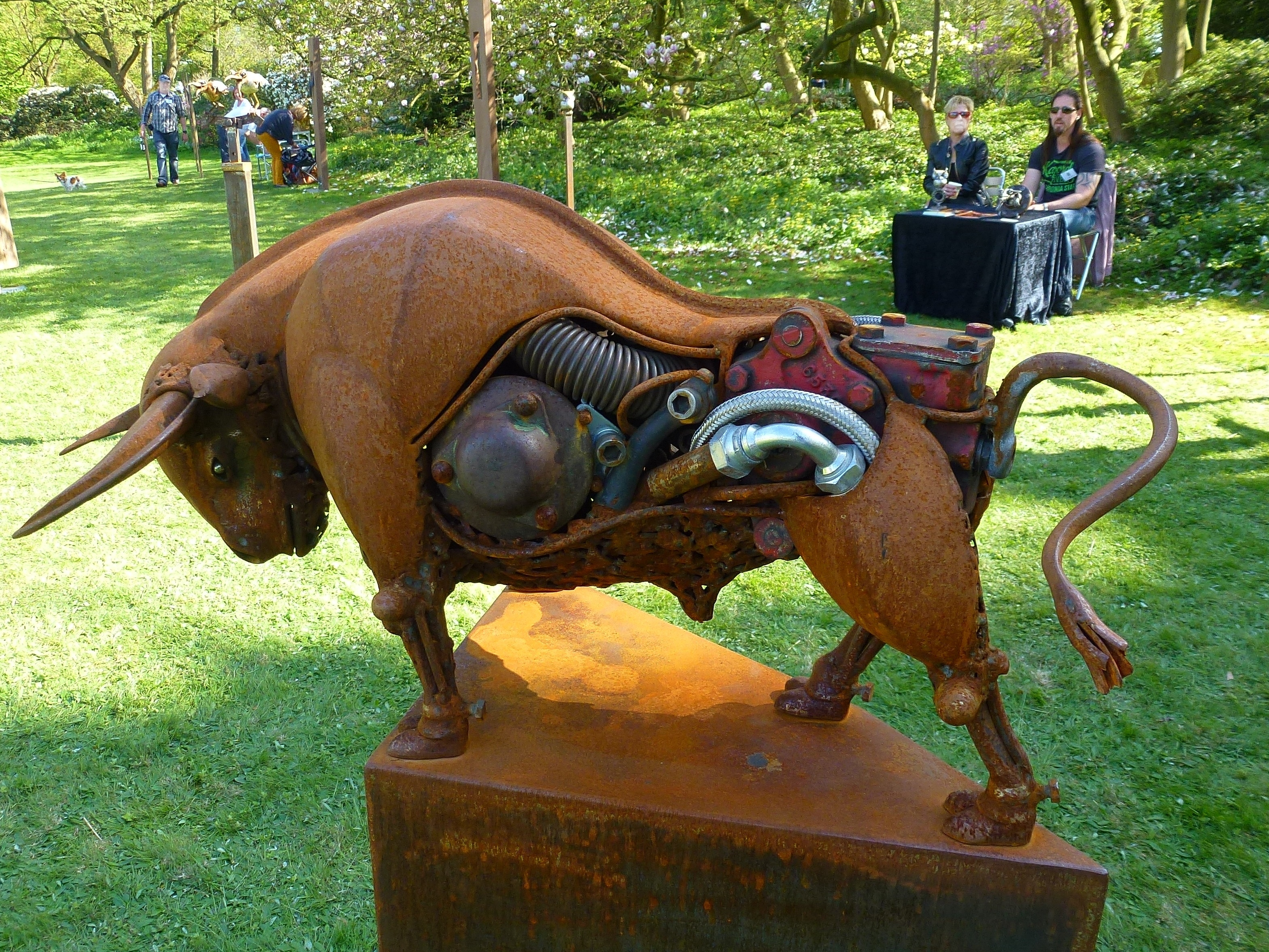
Skulptur „Bull“ des niederländischen Künstlers Joshua Pennings (hinten rechts)
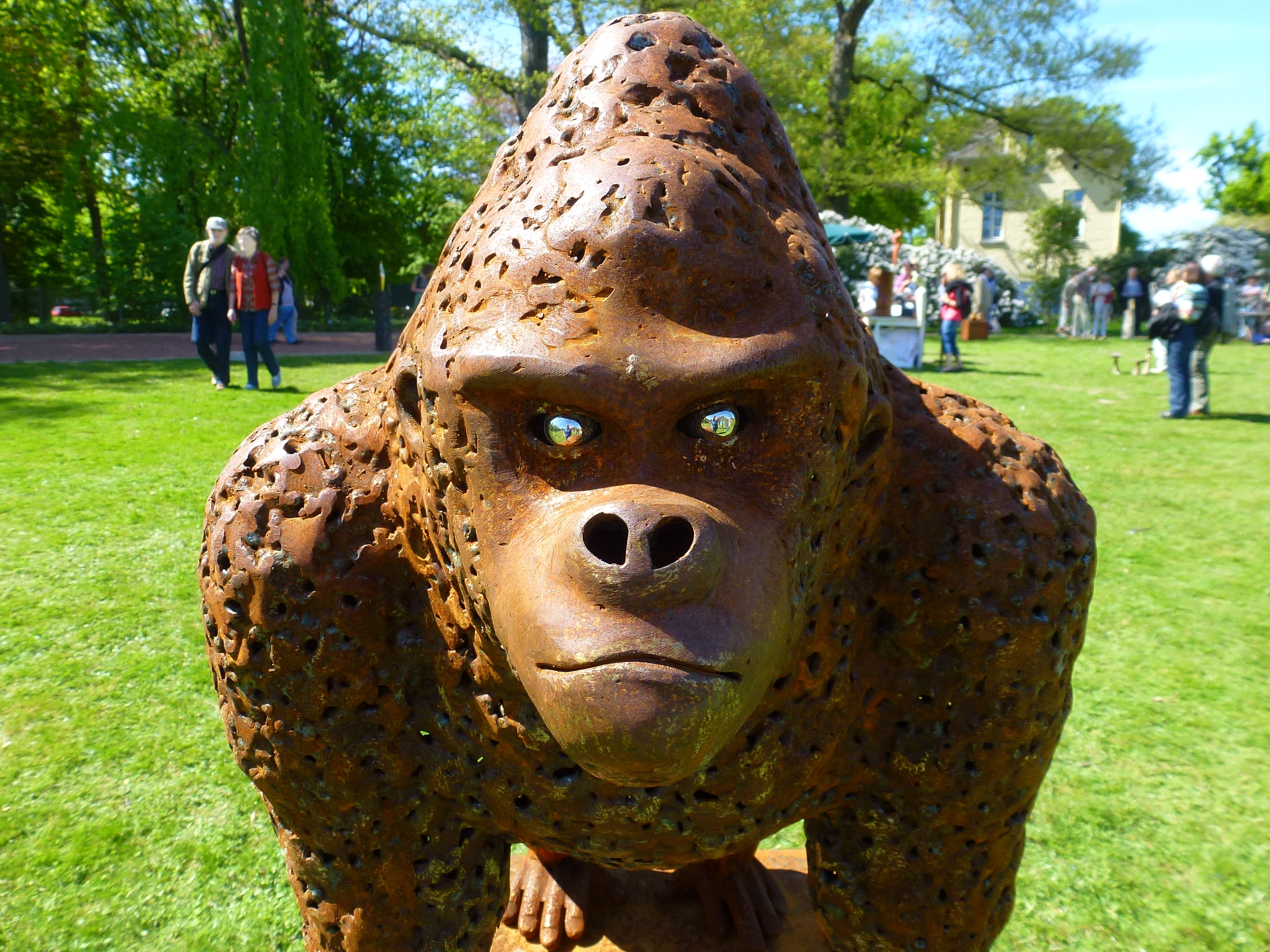
Detailansicht der Skulptur „Gorilla“ von Joshua Pennings
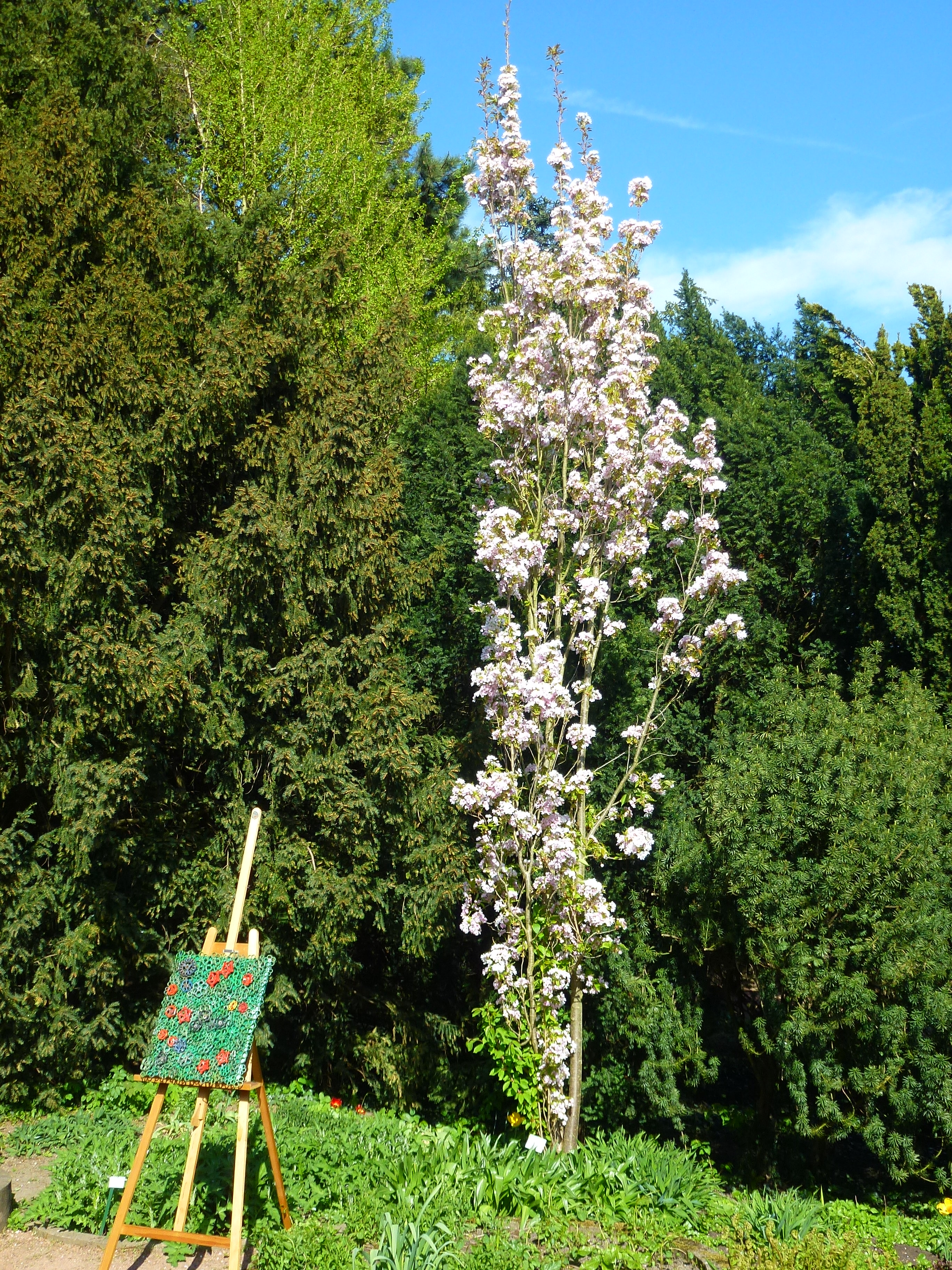
Staffelei vor Bäumen

### Pflanzen(tausch)börse
Im Frühjahr und Herbst findet die Pflanzen(tausch)börse statt. Besucher können ihre überzähligen Gehölze, Stauden, Blumen, Blumenzwiebeln, Sämereien oder Kräuter aus dem eigenen Garten gegen geringes Entgelt verkaufen oder gegen andere Pflanzen tauschen.

### Sonstige
- Theateraufführungen, Konzerte, Ausstellungen
- Führungen
- Umweltwochenenden, bei denen sich verschiedene Organisationen präsentieren, informieren und Ratschläge erteilen